# Campionato europeo femminile di pallamano 2020
Il campionato europeo femminile di pallamano 2020 è stata la 14ª edizione del massimo torneo di pallamano per squadre nazionali femminili, organizzato dalla European Handball Federation (EHF). Il torneo si è disputato dal 3 al 20 dicembre 2020 in Danimarca negli impianti di Herning e Kolding. Il torneo si sarebbe dovuto disputare in Danimarca e in Norvegia in cinque diversi impianti, ma, a causa della pandemia di COVID-19, la federazione norvegese ha ritirato la propria disponibilità a ospitare l'evento. Tutte le partite del torneo sono state disputate senza pubblico a causa della pandemia in atto.
Il campionato è stato vinto per l'ottava volta dalla Norvegia, che in finale ha sconfitto la Francia.

## Formato
Le sedici nazionali partecipanti sono state suddivise in quattro gironi da quattro squadre ciascuno. Le prime tre classificate accedono alla seconda fase, dove sono suddivise in due gironi da sei squadre ciascuno: ciascuna squadra porta nella seconda fase i punti conquistati contro le altre due qualificate del proprio girone e affronta le altre tre squadre. Le prime due classificate accedono alle semifinali, mentre le terze partecipano alla finale per il quinto posto. La prime quattro classificate si qualificano al campionato mondiale 2021.

## Impianti
Inizialmente, era previsto che fossero cinque gli impianti ad ospitare tutte le gare: due in Danimarca, Herning e Frederikshavn, e tre in Norvegia, Stavanger, Trondheim e Oslo. I turni preliminari si sarebbero dovuti disputare a Herning, Frederikshavn e Trondheim, mentre la seconda fase si sarebbe dovuta disputare a Herning e Stavanger, infine la fase finale si sarebbe dovuta disputare interamente a Oslo. Il 9 settembre 2020 la federazione norvegese annunciò che tutte le gare previste in Norvegia si sarebbero disputate a Trondheim allo scopo di ridurre al minimo il rischio di contagio da COVID-19. Il 6 novembre 2020 la federazione danese annunciò che, per le stesse ragioni, tutte le gare previste in Danimarca si sarebbero disputate a Herning. Infine, il 16 novembre 2020 la federazione norvegese, in accordo con le autorità sanitarie e governative locali, decise di ritirare la disponibilità a ospitare l'evento. Di conseguenza, l'intero torneo viene organizzato dalla federazione danese presso gli impianti di Herning e di Kolding
| Herning          | Herning Kolding | Kolding         |
| Jyske Bank Boxen | Herning Kolding | Sydbank Arena   |
| Capacità: 15 000 | Herning Kolding | Capacità: 5 000 |
|                  | Herning Kolding |                 |

## Qualificazioni
Le qualificazioni al campionato europeo si compongono di due fasi. Alla prima fase hanno partecipato 4 squadre nazionali, che hanno disputato un girone all'italiana con partite di sola andata, al termine del quale la squadra prima classificata ha conquistato l'accesso alla seconda fase. Alla seconda fase partecipano 28 squadre nazionali, suddivise in sette gironi da quattro squadre ciascuno. In ciascun raggruppamento si disputa un girone all'italiana con partite di andata e ritorno e le prime due classificate di ciascun girone sono ammesse alla fase finale del campionato europeo.
A causa della pandemia di COVID-19 del 2020 in Europa, il 24 aprile 2020 il comitato esecutivo della EHF ha cancellato le partite dei rimanenti quattro turni della fase di qualificazione e ha definito le ammissioni alla fase finale in base alla classifica finale del campionato europeo 2018.

## Squadre partecipanti
| Pr. | Squadra     | Qualificata come                            | Data di qualificazione | Precedenti partecipazioni                                                         |
| --- | ----------- | ------------------------------------------- | ---------------------- | --------------------------------------------------------------------------------- |
| 1   | Danimarca   | Nazione co-organizzatrice della fase finale | 20 settembre 2014      | 13 (1994, 1996, 1998, 2000, 2002, 2004, 2006, 2008, 2010, 2012, 2014, 2016, 2018) |
| 2   | Norvegia    | Nazione co-organizzatrice della fase finale | 20 settembre 2014      | 13 (1994, 1996, 1998, 2000, 2002, 2004, 2006, 2008, 2010, 2012, 2014, 2016, 2018) |
| 3   | Francia     | Classifica finale campionato europeo 2018   | 24 aprile 2020         | 10 (2000, 2002, 2004, 2006, 2008, 2010, 2012, 2014, 2016, 2018)                   |
| 4   | Russia      | Classifica finale campionato europeo 2018   | 24 aprile 2020         | 13 (1994, 1996, 1998, 2000, 2002, 2004, 2006, 2008, 2010, 2012, 2014, 2016, 2018) |
| 5   | Paesi Bassi | Classifica finale campionato europeo 2018   | 24 aprile 2020         | 7 (1998, 2002, 2006, 2010, 2014, 2016, 2018)                                      |
| 6   | Romania     | Classifica finale campionato europeo 2018   | 24 aprile 2020         | 12 (1994, 1996, 1998, 2000, 2002, 2004, 2008, 2010, 2012, 2014, 2016, 2018)       |
| 7   | Svezia      | Classifica finale campionato europeo 2018   | 24 aprile 2020         | 11 (1994, 1996, 2002, 2004, 2006, 2008, 2010, 2012, 2014, 2016, 2018)             |
| 8   | Ungheria    | Classifica finale campionato europeo 2018   | 24 aprile 2020         | 13 (1994, 1996, 1998, 2000, 2002, 2004, 2006, 2008, 2010, 2012, 2014, 2016, 2018) |
| 9   | Montenegro  | Classifica finale campionato europeo 2018   | 24 aprile 2020         | 5 (2010, 2012, 2014, 2016, 2018)                                                  |
| 10  | Germania    | Classifica finale campionato europeo 2018   | 24 aprile 2020         | 13 (1994, 1996, 1998, 2000, 2002, 2004, 2006, 2008, 2010, 2012, 2014, 2016, 2018) |
| 11  | Serbia      | Classifica finale campionato europeo 2018   | 24 aprile 2020         | 7 (2006, 2008, 2010, 2012, 2014, 2016, 2018)                                      |
| 12  | Spagna      | Classifica finale campionato europeo 2018   | 24 aprile 2020         | 10 (1998, 2002, 2004, 2006, 2008, 2010, 2012, 2014, 2016, 2018)                   |
| 13  | Slovenia    | Classifica finale campionato europeo 2018   | 24 aprile 2020         | 6 (2002, 2004, 2006, 2010, 2016, 2018)                                            |
| 14  | Polonia     | Classifica finale campionato europeo 2018   | 24 aprile 2020         | 6 (1996, 1998, 2006, 2014, 2016, 2018)                                            |
| 15  | Rep. Ceca   | Classifica finale campionato europeo 2018   | 24 aprile 2020         | 6 (1994, 2002, 2004, 2012, 2016, 2018)                                            |
| 16  | Croazia     | Classifica finale campionato europeo 2018   | 24 aprile 2020         | 10 (1994, 1996, 2004, 2006, 2008, 2010, 2012, 2014, 2016, 2018)                   |

## Sorteggio
Il sorteggio dei gironi si è svolto il 18 giugno 2020 a Vienna.
| Urna 1                                     | Urna 2                                     | Urna 3                                     | Urna 4                                    |
| ------------------------------------------ | ------------------------------------------ | ------------------------------------------ | ----------------------------------------- |
| - Francia - Russia - Paesi Bassi - Romania | - Norvegia - Svezia - Ungheria - Danimarca | - Montenegro - Germania - Serbia - Croazia | - Slovenia - Polonia - Rep. Ceca - Spagna |

## Prima fase

### Girone A

#### Classifica finale
| Pos. | Squadra    | Pt | G | V | N | P | GF | GS | DR  |
| ---- | ---------- | -- | - | - | - | - | -- | -- | --- |
| 1.   | Francia    | 6  | 3 | 3 | 0 | 0 | 74 | 60 | +14 |
| 2.   | Danimarca  | 4  | 3 | 2 | 0 | 1 | 78 | 65 | +13 |
| 3.   | Montenegro | 2  | 3 | 1 | 0 | 2 | 68 | 77 | -9  |
| 4.   | Slovenia   | 0  | 3 | 0 | 0 | 3 | 65 | 83 | -18 |

#### Risultati
| Arbitro: | M. Sá, V. Sá |

|                                        |           |                         |
| Flippes, Kouyaté, Niakaté, Valentini 3 | Marcatori | Mehmedović, Radičević 5 |

| Arbitro: | Antić, Jakovljević |

|          |           |                    |
| Nolsøe 6 | Marcatori | Lazović, Ljepoja 5 |

| Arbitro: | Christidi, Papamattheou |

|                 |           |                        |
| Gros, Lazović 4 | Marcatori | Lacrabère, Nze Minko 7 |

| Arbitro: | Năstase, Stancu |

|                        |           |                           |
| Radičević, Ramusović 4 | Marcatori | Nolsøe, Østergaard, Rej 4 |

| Arbitro: | M. Sá, V. Sá |

|             |           |        |
| Radičević 9 | Marcatori | Gros 7 |

| Arbitro: | Năstase, Stancu |

|                |           |                               |
| Kanor, Zaadi 5 | Marcatori | A.M. Hansen, Jørgensen, Rej 4 |

### Girone B

#### Classifica finale
| Pos. | Squadra   | Pt | G | V | N | P | GF | GS | DR  |
| ---- | --------- | -- | - | - | - | - | -- | -- | --- |
| 1.   | Russia    | 6  | 3 | 3 | 0 | 0 | 85 | 70 | +15 |
| 2.   | Svezia    | 3  | 3 | 1 | 1 | 1 | 76 | 77 | -1  |
| 3.   | Spagna    | 3  | 3 | 1 | 1 | 1 | 72 | 78 | -6  |
| 4.   | Rep. Ceca | 0  | 3 | 0 | 0 | 3 | 70 | 78 | -8  |

#### Risultati
| Arbitro: | Năstase, Stancu |

|                                                      |           |                           |
| Bobrovnikova, Dmitrieva, Kožokar', Skorobogatčenko 4 | Marcatori | Gutiérrez, Martín, Pena 4 |

| Arbitro: | Antić, Jakovljević |

|         |           |             |
| Blohm 5 | Marcatori | Jeřábková 8 |

| Arbitro: | M. Sá, V. Sá |

|             |           |                                               |
| Jeřábková 6 | Marcatori | Dmitrieva, Managarova, Samochina, Vedëchina 3 |

| Arbitro: | Năstase, Stancu |

|        |           |          |
| Pena 6 | Marcatori | Petrén 8 |

| Arbitro: | Antić, Jakovljević |

|           |           |             |
| Martín 12 | Marcatori | Jeřábková 8 |

| Arbitro: | Christidi, Papamattheou |

|             |           |                   |
| Dmitrieva 6 | Marcatori | Thorleifsdóttir 6 |

### Girone C

#### Classifica finale
| Pos. | Squadra     | Pt | G | V | N | P | GF | GS | DR |
| ---- | ----------- | -- | - | - | - | - | -- | -- | -- |
| 1.   | Croazia     | 6  | 3 | 3 | 0 | 0 | 76 | 71 | +5 |
| 2.   | Ungheria    | 2  | 3 | 1 | 0 | 2 | 84 | 78 | +6 |
| 3.   | Paesi Bassi | 2  | 3 | 1 | 0 | 2 | 78 | 80 | -2 |
| 4.   | Serbia      | 2  | 3 | 1 | 0 | 2 | 79 | 88 | -9 |

#### Risultati
| Arbitro: | Mitrović, Kažanegra |

|           |           |             |
| Klujber 9 | Marcatori | Mičijević 4 |

| Arbitro: | Alpaidze, Berezkina |

|           |           |                 |
| Snelder 5 | Marcatori | Krpež Šlezak 10 |

| Arbitro: | C. Bonaventura, J. Bonaventura |

|                 |           |           |
| Radosavljević 5 | Marcatori | Zácsik 10 |

| Arbitro: | Christiansen, Hansen |

|          |           |                   |
| Kalaus 9 | Marcatori | Abbingh, Dulfer 5 |

| Arbitro: | Christiansen, Hansen |

|                |           |          |
| Krpež Šlezak 5 | Marcatori | Krsnik 6 |

| Arbitro: | C. Bonaventura, J. Bonaventura |

|          |           |                            |
| Dulfer 8 | Marcatori | Háfra, Kovacsics, Zácsik 4 |

### Girone D

#### Classifica finale
| Pos. | Squadra  | Pt | G | V | N | P | GF  | GS | DR  |
| ---- | -------- | -- | - | - | - | - | --- | -- | --- |
| 1.   | Norvegia | 6  | 3 | 3 | 0 | 0 | 105 | 65 | +40 |
| 2.   | Germania | 3  | 3 | 1 | 1 | 1 | 66  | 82 | -16 |
| 3.   | Romania  | 2  | 3 | 1 | 0 | 2 | 67  | 74 | -7  |
| 4.   | Polonia  | 1  | 3 | 0 | 1 | 2 | 67  | 84 | -17 |

#### Risultati
| Arbitro: | C. Bonaventura, J. Bonaventura |

|         |           |                                 |
| Neagu 4 | Marcatori | Bölk, Maidhof, Naidzinavicius 4 |

| Arbitro: | Christidi, Papamattheou |

|                 |           |        |
| Mørk, Reistad 6 | Marcatori | Gęga 6 |

| Arbitro: | Christiansen, Hansen |

|          |           |         |
| Rosiak 7 | Marcatori | Neagu 8 |

| Arbitro: | Mitrović, Kažanegra |

|               |           |         |
| Bölk, Smits 4 | Marcatori | Mørk 12 |

| Arbitro: | Alpaidze, Berezkina |

|        |           |          |
| Zapf 4 | Marcatori | Rosiak 4 |

| Arbitro: | Mitrović, Kažanegra |

|          |           |          |
| Ostase 6 | Marcatori | Herrem 6 |

## Seconda fase

### Girone I

#### Classifica
| Pos. | Squadra    | Pt | G | V | N | P | GF  | GS  | DR  |
| ---- | ---------- | -- | - | - | - | - | --- | --- | --- |
| 1.   | Francia    | 9  | 5 | 4 | 1 | 0 | 132 | 121 | +11 |
| 2.   | Danimarca  | 8  | 5 | 4 | 0 | 1 | 136 | 111 | +25 |
| 3.   | Russia     | 7  | 5 | 3 | 1 | 1 | 136 | 129 | +7  |
| 4.   | Montenegro | 3  | 5 | 1 | 1 | 3 | 122 | 127 | -5  |
| 5.   | Spagna     | 2  | 5 | 0 | 2 | 3 | 120 | 140 | -20 |
| 6.   | Svezia     | 1  | 5 | 0 | 1 | 4 | 121 | 139 | -18 |

#### Risultati
| Arbitro: | Antić, Jakovljević |

|              |           |                                |
| Despotović 7 | Marcatori | Fomina, Samochina, Vedëchina 4 |

| Arbitro: | Lidacka, Lesiak |

|             |           |          |
| Lacrabère 5 | Marcatori | Martín 9 |

| Arbitro: | M. Sá, V. Sá |

|                             |           |                                             |
| Nze Minko, Sercien-Ugolin 5 | Marcatori | Bobrovnikova, Managarova, Skorobogatčenko 5 |

| Arbitro: | Kijauskaite, Zaliene |

|            |           |                   |
| Tranborg 6 | Marcatori | Thorleifsdóttir 4 |

| Arbitro: | Lidacka, Lesiak |

|              |           |         |
| Radičević 11 | Marcatori | Blohm 8 |

| Arbitro: | Năstase, Stancu |

|       |           |             |
| Rej 6 | Marcatori | Fernández 4 |

| Arbitro: | Kijauskaitė, Žalienė |

|             |           |        |
| Radičević 7 | Marcatori | Pena 6 |

| Arbitro: | Antić, Jakovljević |

|             |           |           |
| Nze Minko 6 | Marcatori | Gulldén 5 |

| Arbitro: | Mitrović, Kažanegra |

|           |           |             |
| Højlund 7 | Marcatori | Dmitrieva 9 |

### Girone II

#### Classifica
| Pos. | Squadra     | Pt | G | V | N | P | GF  | GS  | DR  |
| ---- | ----------- | -- | - | - | - | - | --- | --- | --- |
| 1.   | Norvegia    | 10 | 5 | 5 | 0 | 0 | 170 | 114 | +56 |
| 2.   | Croazia     | 8  | 5 | 4 | 0 | 1 | 124 | 123 | +1  |
| 3.   | Paesi Bassi | 6  | 5 | 3 | 0 | 2 | 141 | 134 | +7  |
| 4.   | Germania    | 4  | 5 | 2 | 0 | 2 | 124 | 137 | -13 |
| 5.   | Ungheria    | 2  | 5 | 1 | 0 | 4 | 118 | 140 | -22 |
| 6.   | Romania     | 0  | 5 | 0 | 0 | 5 | 107 | 136 | -29 |

#### Risultati
| Arbitro: | Alpaidze, Berezkina |

|            |           |         |
| Blažević 7 | Marcatori | Neagu 6 |

| Arbitro: | Christidi, Papamattheou |

|             |           |        |
| Malestein 5 | Marcatori | Mørk 8 |

| Arbitro: | Christiansen, Hansen |

|           |           |        |
| Klujber 8 | Marcatori | Bölk 5 |

| Arbitro: | C. Bonaventura, J. Bonaventura |

|             |           |           |
| Mičijević 7 | Marcatori | Reistad 7 |

| Arbitro: | Alpaidze, Berezkina |

|           |           |                          |
| Abbingh 8 | Marcatori | Behnke, Naidzinavicius 4 |

| Arbitro: | Mitrović, Kažanegra |

|           |           |          |
| Schatzl 7 | Marcatori | Ostase 8 |

| Arbitro: | M. Sá, V. Sá |

|                |           |         |
| van Wetering 8 | Marcatori | Laslo 7 |

| Arbitro: | Christiansen, Hansen |

|           |           |           |
| Debelić 6 | Marcatori | Maidhof 9 |

| Arbitro: | Christidi, Papamattheou |

|             |           |        |
| Kovacsics 7 | Marcatori | Mørk 7 |

## Fase a eliminazione diretta

### Tabellone
|  | Semifinali | Semifinali | Semifinali |          |         | Finale          | Finale          | Finale          |  |
|  |            |            |            |          |         |                 |                 |                 |  |
|  | Francia    | Francia    | 30         |          |         |                 |                 |                 |  |
|  | Francia    | Francia    | 30         |          |         |                 |                 |                 |  |
|  | Croazia    | Croazia    | 19         |          |         |                 |                 |                 |  |
|  | Croazia    | Croazia    | 19         |          | Francia | Francia         | 20              |                 |  |
|  |            |            |            |          | Francia | Francia         | 20              |                 |  |
|  |            |            | Norvegia   | Norvegia | 22      |                 |                 |                 |  |
|  | Norvegia   | Norvegia   | Norvegia   | Norvegia | 22      | 27              |                 |                 |  |
|  | Norvegia   | Norvegia   |            |          |         | 27              |                 |                 |  |
|  | Danimarca  | Danimarca  | 24         |          |         | Finale 3º posto | Finale 3º posto | Finale 3º posto |  |
|  | Danimarca  | Danimarca  | 24         |          |         |                 |                 |                 |  |
|  |            |            |            |          |         |                 |                 |                 |  |
|  |            |            |            |          |         | Croazia         | Croazia         | 25              |  |
|  |            |            |            |          |         | Croazia         | Croazia         | 25              |  |
|  |            |            |            |          |         | Danimarca       | Danimarca       | 19              |  |

### Finale quinto posto
| Arbitro: | M. Sá, V. Sá |

|             |           |            |
| Vedëchina 6 | Marcatori | Abbingh 10 |

### Semifinali
| Arbitro: | Christiansen, Hansen |

|                                        |           |                           |
| Lacrabère, Niakaté, Nze Minko, Zaadi 4 | Marcatori | Blažević, Ježić, Krsnik 3 |

| Arbitro: | Năstase, Stancu |

|        |           |       |
| Mørk 6 | Marcatori | Rej 7 |

### Finale terzo posto
| Arbitro: | Mitrović, Kažanegra |

|                  |           |                         |
| Ježić, Posavec 5 | Marcatori | A.M. Hansen, Tranborg 4 |

### Finale
| Arbitro: | Alpaidze, Berezkina |

|         |           |                               |
| Foppa 5 | Marcatori | Kristiansen, Mørk, Skogrand 4 |

## Classifica finale
| Pos.    | Nazione     |
| ------- | ----------- |
| Oro     | Norvegia    |
| Argento | Francia     |
| Bronzo  | Croazia     |
| 4       | Danimarca   |
| 5       | Russia      |
| 6       | Paesi Bassi |
| 7       | Germania    |
| 8       | Montenegro  |
| 9       | Spagna      |
| 10      | Ungheria    |
| 11      | Svezia      |
| 12      | Romania     |
| 13      | Serbia      |
| 14      | Polonia     |
| 15      | Rep. Ceca   |
| 16      | Slovenia    |

|  | Qualificata al campionato mondiale 2021 |

## Statistiche

### Classifica marcatrici
Fonte:.
| Pos. | Nome                 | Nazionale   | Reti | Tiri |
| ---- | -------------------- | ----------- | ---- | ---- |
| 1    | Nora Mørk            | Norvegia    | 52   | 70   |
| 2    | Jovanka Radičević    | Montenegro  | 39   | 58   |
| 3    | Lois Abbingh         | Paesi Bassi | 35   | 67   |
| 3    | Ćamila Mičijević     | Croazia     | 35   | 67   |
| 5    | Mia Rej              | Danimarca   | 33   | 49   |
| 5    | Camilla Herrem       | Norvegia    | 33   | 47   |
| 7    | Carmen Martín        | Spagna      | 32   | 45   |
| 9    | Alexandra Lacrabère  | Francia     | 31   | 45   |
| 9    | Stine Bredal Oftedal | Norvegia    | 31   | 59   |
| 10   | Katrin Klujber       | Ungheria    | 30   | 52   |

## Premi individuali
Migliori giocatrici del torneo.
| Ruolo               | Giocatrice            |
| ------------------- | --------------------- |
| Migliore giocatrice | Estelle Nze Minko     |
| Migliore difensore  | Line Haugsted         |
| Portiere            | Sandra Toft           |
| Ala sinistra        | Camilla Herrem        |
| Terzino sinistro    | Vladlena Bobrovnikova |
| Centrale            | Stine Bredal Oftedal  |
| Terzino destro      | Nora Mørk             |
| Ala destra          | Jovanka Radičević     |
| Pivot               | Ana Debelić           |